# Comparació
La comparació és un recurs literari consistent en posar en relleu les semblances entre dos referents, de manera que es destaquin qualitats no evidents o bé es dugui a terme una descripció més gràfica i clara, com es veu a "És rodó com una pilota". A diferència de la metàfora, on l'element real no apareix i només està present allò comparat, en la comparació apareixen tots dos elements, sovint units per algun signe lingüístic ("com"). S'usa en literatura i arts visuals com a recurs estètic i en l'argumentació per il·lustrar el mateix punt de vista.